# Municipio de South Fork (condado de Howell)
El municipio de South Fork (en inglés: South Fork Township) es un municipio ubicado en el condado de Howell en el estado estadounidense de Misuri. En el año 2010 tenía una población de 1109 habitantes y una densidad poblacional de 6,41 personas por km².

## Geografía
El municipio de South Fork se encuentra ubicado en las coordenadas 36°34′27″N 91°52′53″O / 36.57417, -91.88139. Según la Oficina del Censo de los Estados Unidos, el municipio tiene una superficie total de 173.11 km², de la cual 172,83 km² corresponden a tierra firme y (0,16 %) 0,28 km² es agua.

## Demografía
Según el censo de 2010, había 1109 personas residiendo en el municipio de South Fork. La densidad de población era de 6,41 hab./km². De los 1109 habitantes, el municipio de South Fork estaba compuesto por el 97,66 % blancos, el 0,18 % eran afroamericanos, el 0,54 % eran amerindios, el 0,45 % eran asiáticos, el 0,09 % eran de otras razas y el 1,08 % eran de una mezcla de razas. Del total de la población el 1,44 % eran hispanos o latinos de cualquier raza.